# یواس‌اس نورماندی (سی‌جی-۶۰)
یواس‌اس نورماندی (سی‌جی-۶۰) (به انگلیسی: USS Normandy (CG-60)) یک کشتی است که طول آن 567 feet (173 m) می‌باشد. این کشتی در سال ۱۹۸۸ ساخته شد.